# اکسل آلفرد وبر
اکسل آلفرد وبر (به آلمانی: Axel Alfred Weber) (زاده ۸ مارس ۱۹۵۷) کارآفرین، اقتصاددان، بانکدار و مدیر اجرایی آلمانی-سوئیسی است، که در حال حاضر به‌عنوان رئیس هیئت مدیره بانک یوبی‌اس فعالیت می‌نماید.
وبر در فاصله سال‌های ۲۰۰۴ تا ۲۰۱۱ ریاست بانک فدرال آلمان را برعهده داشت، وی همچنین از اعضای پیشین هیئت مدیره بانک مرکزی اروپا و بانک تسویه حساب‌های بین‌المللی بود.